# Østergårdskov
Østergårdskov (også Fiskerskov, på tysk Oestergaarder Wald eller Fischerwald) er en cirka 24 hektar stor skov beliggende ved Stenbjerg i Sydslesvig ud mod Gelting Bugt. Området hører administrativt under Stenbjerg i Slesvig-Flensborg kreds i delstaten Slesvig-Holsten i det nordlige Tyskland. I den danske tid hørte skoven under Stenbjerg Sogn. Skoven har sit navn efter det nærliggende Østergaard gods. Området består af blandingskov med primært naturligt forekommende løvskovstræer som bøg, eg og asketræ. Desuden findes der enkelte bevoksninger af birk og bævreasp. Dertil kommer hurtigvoksende træarter som rødgran, sitkagran og douglasgran.
Skoven er privatejet, men den er åben for offentligheden. Skovområdet byder på et godt udbygget stisystem med adgang til stranden. Der er også anlagt lærestier med informationstavler, der fører gennem arealet. I 2015 blev skoven udnævnt som Årets skov. Ikke langt fra skovområdet ligger Gelting Birk.